# Michał (Raskowałow)
Michał, imię świeckie Wiktor Pawłowicz Raskowałow (ur. 10 lutego 1953 w Swierdłowsku, zm. 11 sierpnia 2008) – rosyjski biskup prawosławny.

## Życiorys
Pochodził z rodziny robotniczej. W 1979 ukończył moskiewskie seminarium duchowne i podjął naukę w Moskiewskiej Akademii Duchownej, którą przerwał po trzecim roku. 30 marca 1978 przełożony Ławry Troicko-Siergijewskiej Hieronim (Zinowjew) przyjął od niego wieczyste śluby mnisze. 22 kwietnia tego samego roku arcybiskup dmitrowski Włodzimierz wyświęcił mnicha Michała na hierodiakona. Od 1983 do 1984 służył w różnych parafiach eparchii swierdłowskiej. 21 września 1984 jej ordynariusz, biskup Platon wyświęcił go na hieromnicha. W 1990 został ihumenem, zaś w 1993 – archimandrytą.
3 kwietnia 1993 miała miejsce jego chirotonia na biskupa kurgańskiego i szadryńskiego. Uroczystości odbyły się w soborze Objawienia Pańskiego w Moskwie z udziałem patriarchy moskiewskiego i całej Rusi Aleksego, arcybiskupów jekaterynburskiego i wierchoturskiego Melchizedeka, jarosławskiego i rostowskiego Płatona, kurskiego i rylskiego Juwenaliusza, biskupów kostromskiego i galickiego Aleksandra, istrińskiego Arseniusza, podolskiego Wiktora, benderskiego Wincentego, sarańskiego i mordowskiego Warsonofiusza, szymkentskiego i celinogradzkiego Eleuteriusza oraz jakuckiego i wilujskiego Germana.
Zmarł w 2008.